# Шубинка (Родинский район)
Шубинка — посёлок в Родинском районе Алтайском крае. Входит в состав Покровского сельсовета.

## История
Основан в 1921 году. В 1928 году посёлок Шубинский состоял из 43 хозяйств, основное население — украинцы. В составе Покровского сельсовета Родинского района Славгородского округа Сибирского края.

## Население
| 1926 | 1997 | 1998 | 1999 | 2000 | 2001 | 2002 |
| ---- | ---- | ---- | ---- | ---- | ---- | ---- |
| 255  | ↘51  | ↘50  | →50  | ↗54  | ↘52  | ↘40  |
| 2003 | 2004 | 2005 | 2006 | 2007 | 2008 | 2009 |
| ↗44  | ↘39  | ↘35  | ↘29  | ↗30  | →30  | ↘24  |
| 2010 | 2011 | 2012 | 2013 |      |      |      |
| →24  | ↗26  | ↘24  | ↗25  |      |      |      |